# Canaán
Canaán (en fenicio, Knʿn; en hebreo, כְּנַעַן Kanaʿan; en árabe, کنعان Kanaʿān; en griego, Χαναάν Janaán) es la denominación antigua de una región y civilización de Asia Occidental, situada entre el mar Mediterráneo y el río Jordán y que abarcaba parte de la franja conocida en la historiografía como el Creciente fértil. 
En la actualidad corresponde a los territorios de Israel, Palestina (la Franja de Gaza y Cisjordania), la zona occidental de Jordania, y el sur de Siria y Líbano. En términos geográficos se extiende desde Gaza al sur hasta la desembocadura del río Orontes al norte, englobando todas las tierras del interior hasta el río Jordán, según algunos, o hasta unos 150 km desde el mar Mediterráneo, según otros.

## Nombres
El marco temporal para la utilización del término «Canaán» suele estar comprendido desde el año 3000 a. C. hasta que los romanos formaron una entidad llamada Siria-Palestina que fusionaba las regiones Galilea y Judea como represalia inmediata contra los hebreos tras sofocar su rebelión de los años 132 a 135 d. C.
El término Palestina tiene su origen en el pueblo filisteo, que se asentó en la zona en el siglo XII a. C., y al que los judíos aludían como «P'lishtim», los acadios «Palastu» y los egipcios «Palusata».
Existen otras denominaciones para referirse a la misma región, o partes de ella, si bien asociadas a las mismas entidades geográficas e históricas, tales como Galilea, Samaria, Judea, Fenicia, Siria, etc. También eran cananeos los fenicios e importantes ciudades que fundaron en el Mediterráneo occidental, como el caso de Cartago.

## Toponimia
La etimología de «Canaán» es incierta. Las explicaciones mayormente aceptadas señalan que su origen etimológico se encuentra en la raíz semítica K-N-ʿ, cuyo significado es «humilde, subyugado, bajo». Algunos eruditos han sugerido que esto implica un significado original de «tierras bajas», en contraste con Aram «tierras altas». También se sugiere que signifique «subyugado» como nombre de la región del levante que Egipto tenía bajo control, y evolucionó hasta convertirse en nombre propio.
El Tanaj menciona la Maldición de Noé a Canaán, el texto reza; «¡Maldito sea Canaán!, ¡Siervo de siervos será a sus hermanos! Y añadió: ¡Bendito sea Yahweh, Dios de Sem!, ¡Que Canaán sea su siervo!». El texto se puede interpretar que el biblista relaciona la palabra Canaán con bajo o subyugado.[cita requerida]
En el Diccionario hebreo Strong, «cananeo» recibe el significado de ‘mercader’, ‘traficante’. «Cananeo» llega a ser símbolo de ‘mercader’ (ver el Libro de los proverbios, 31:24 y el Libro de Job 41:6).

## Historia

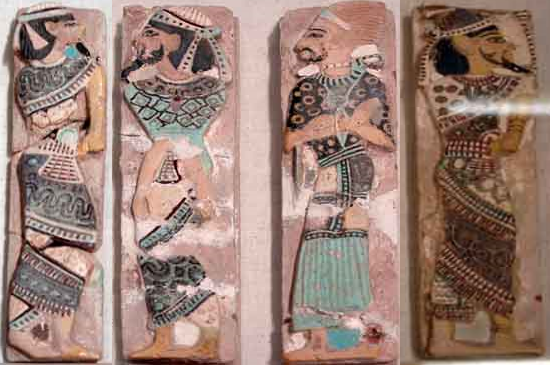
Cananeos cautivos. Azulejos de prisioneros de Ramsés III.

Canaán es una zona con una larga historia. Su ocupación se remonta a las fases neolíticas más tempranas, y ha contado a lo largo de milenios con importantes asentamientos como Jericó, Ugarit, Jerusalén, Tiro, Sidón, Biblos, Damasco o Gaza. Ha sido habitada por pueblos muy diversos: amorreos, jebuseos, hicsos, filisteos, fenicios, arameos o hebreos, quienes conquistaron a varios de esos pueblos y tomaron posesión de la región.[cita requerida] A partir de la investigación de restos humanos, Tyler-Smith estableció que hace unos cuatro mil años los cananeos poblaron el actual Líbano, y que fueron los creadores de uno de los primeros alfabetos que se conocen.

### Primeros semitas
A partir de la primera invasión semita en la región (ca. 3000 a. C.) existe unidad de organización, urbanismo, arte militar, etc., entre todas las ciudades de Canaán y las de la zona montañosa de Judea; su historia es común, con pequeñas vicisitudes peculiares de cada ciudad.
Cabe tener en consideración los trabajos de investigación arqueológica desarrollados por Israel Finkelstein, cuyos resultados forman parte de sus obras escritas y de varios vídeos documentales (como La Biblia desenterrada) que permiten contrastar información bíblica con datos reales descubiertos. Por ejemplo que Jericó sufrió distintas destrucciones por actividad sísmica, al estar enclavada en una línea de inestabilidad tectónica.
Estos ocupantes parece ser que entraron por el este. Las ciudades que conocemos a través de ellos, tanto en la zona montañosa como en las llanuras y costas, coinciden en la solidez de sus muros defensivos, como los de ’Ay, Tirsah, Jericó, Dotayn, etc.; además son de bastante extensión, lo que indica una población urbana numerosa con toda la complejidad de servicios y el consiguiente desarrollo económico.
En el trazado de las ciudades hay un destacado interés urbanístico: alcantarillados, calles rectas y bien trazadas, armonía de edificios públicos con las viviendas particulares, etc. Esta disposición urbanística es nueva por completo en Canaán y exige una fuerte autoridad interna. Desgraciadamente faltan los documentos escritos que permitan reconstruir la historia durante los casi nueve siglos que duró esta civilización sin variantes.
Parece ser que la principal fuente de riqueza es la agricultura de los campos inmediatos a las ciudades: regadíos, como los de Jericó, o secano bien explotados, como en el caso de 'Ay.
Pero su posición era estratégica: era un enclave frente al Mediterráneo, y territorio de paso entre las diversas potencias:
los egipcios,
los asirios,
los babilonios,
los hititas...
Esto propició una nueva fuente de riqueza: el comercio.
La gran destrucción de las ciudades habla de las conquistas guerreras de estas. Aun así, las destrucciones no suelen ser totales, y los mismos pobladores rehacen las partes dañadas de las ciudades al desaparecer el peligro que las aquejaba.

### Los amorreos
Poco antes de finalizar el tercer milenio, una nueva incursión de gentes de vida nómada, al menos aparentemente, destruye casi por completo las ciudades de la zona montañosa, aunque las del llano, menos conocidas, puede que no sufrieran tanto, especialmente las bien conocidas de Fenicia, como Biblos. Normalmente se considera amorreos a los nuevos invasores.
Los descendientes de los pobladores, muy mermados en su número, pronto volvieron a reconstruir las antiguas ciudades de la zona montañosa, con otras técnicas defensivas y sin tanta atención urbanística.
Los documentos egipcios ya hablan de expediciones guerreras en Cana, aún no conocida por este nombre; entre estas expediciones hay que destacar la de Sesostris III (ca. 1850 a. C.)

### Los hicsos
Durante los siglos XVII y XVI a. C. los hicsos dominaron Egipto, y controlaban también a Canaán; hasta se han hallado en los estratos correspondientes a su ocupación más escarabeos y cerámica suya que en las propias ciudades egipcias. Con los hicsos se introducen, por razones militares, nuevas técnicas en las ciudades; los muros, que ya no eran tan sólidos como en la época anterior, se refuerzan con los característicos glacis hicsos, y las puertas son de tenaza.
La opresión de los más poderosos sobre las mayorías se hace notar: es apreciable una mayor diferencia entre las viviendas de los nobles y las de los semi-siervos que las rodean. Con la decadencia de los hicsos coincide la llegada de una nueva oleada de pobladores, esta vez del norte y de origen indoeuropeo: los hurritas.

### Los hurritas
Los hurritas llegarán a establecerse de tal forma en Canaán, que en los documentos egipcios de la época pasa a llamarse Huru (el país de los hurritas).
El comercio florece y no solo de productos manufacturados, sino especialmente de materia prima para la industria artesana: los colorantes para la cerámica, los minerales metálicos traídos desde muy lejos; pero el bronce es usado principalmente para fines bélicos: armas y armaduras.
La prosperidad económica y el incremento de la población a lo largo de este periodo (1750 a. C.) es patente en las excavaciones de los estratos correspondientes. Y dado que el comercio es el motor de esa bonanza, se hacen más numerosas las ciudades. Algunas surgen totalmente de nuevo, otras se repueblan.
El dominio hurrita fue desmontado en Canaán por los grandes faraones egipcios del Imperio Nuevo. Tutmosis III, ya en el siglo XV a. C., invadió triunfalmente Canaán por el camino del mar, y ocupó Yajó (Joppe), Lidda, Gézer, Megiddo y Ta'ának, convirtiendo en feudatarias a todas las ciudades.

### Los hititas
Pero otro imperio surge al norte, en Anatolia: los hititas, que saldrán al encuentro de los egipcios y aprovecharán cualquier debilidad del poder faraónico para llevar su influencia hacia el sur, estableciendo cabezas de puente incluso en Canaán y la parte montañosa de Judea. Cuando decaen los imperios, las rencillas entre los nobles cananeos y unos grupos misteriosos de hombres armados, los hapiru, impiden la paz: decae la cultura y reina el miedo. Se compra lo que la falta de paz no permite fabricar, aumentando las importaciones, incluso de cerámica.

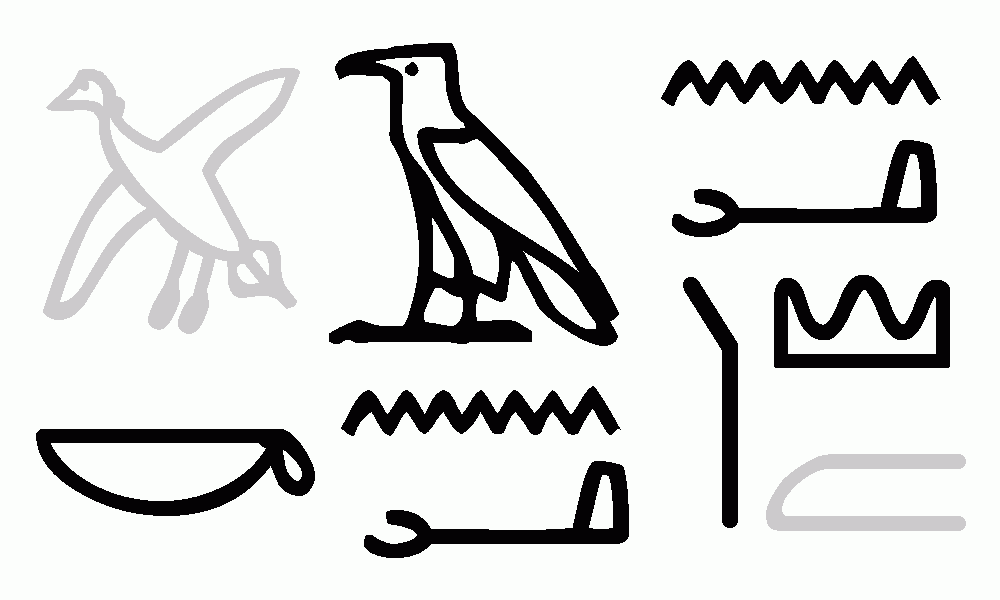
Canaán en escritura jeroglífica, transliterado k3nˁnˁ, grabado en la Estela de Merenptah, siglo XIII a. C.

### Los egipcios
La descripción de Canaán en las cartas de Amarna, archivo de estado de Ajenatón (Amenofis IV), no puede ser más desoladora: la anarquía se apodera de Canaán en el siglo XIV a. C. Los faraones de la dinastía XIX, a fines del siglo y principios del siguiente, intentan restablecer el dominio del vital paso de Canaán, pero el reino nuevo hitita les sale al paso hasta que Ramsés II consigue un tratado de paz perpetua, tras la batalla de Qadesh, con la delimitación de las mutuas esferas de influencia: el actual Nahar al-Kalb, río que desemboca entre Biblos y Beirut, separará las regiones dominadas por los hititas, al norte, de las feudatarias de Egipto, al sur; queda por tanto Canaán bajo la dominación faraónica una vez más. Pero este acuerdo había de durar poco por la decadencia respectiva de ambos imperios, que no tardó en llegar (ca. 1250 a. C.).

### Los Pueblos del Mar
Nuevos invasores se presentan en Canaán: los «Pueblos del Mar» desembarcan en las costas y con sus armas de hierro, una vez deshecho el monopolio hitita al derrumbarse el imperio de Jattusas (Bogazköy), se adueñan de la costa de Canaán. Los estudiosos de la Biblia del siglo XIX identificaron la tierra de los filisteos (Filistea o Plesheth, con el significado hebreo de ‘invasores’) con Palastu y Pilista de las inscripciones asirias, según el Diccionario de la Biblia de Easton (1897). Otros grupos además de los filisteos eran los tjekker, dananeos y shardana; el contraataque de Ramsés III destruyó la mayoría de los sitios cananeos. El mismo faraón permitió más adelante a los filisteos y tjekker, y posiblemente también a los dananeos, reconstruir las ciudades del camino costero.
Los filisteos pronto asumieron las costumbres de los habitantes locales. Las ciudades filisteas dominaron la región hasta la conquista asiria de Tiglatpileser III en el año 732 a. C. Seguidamente, fueron sometidas a los imperios regionales y parecen haber asimilado progresivamente las culturas dominantes.
Las cinco ciudades filisteas principales eran Gaza, Ashdod, Ekron, Gath, y Ascalón. Los israelitas logran con el tiempo dominar todo el territorio, aunque precisamente el antiguo Canaán, la zona costera, será lo último en caer en sus manos. Con esta victoria finaliza la historia de antiguo Canaán.

### Cananeos
Los resultados de estudios recientes de la Sociedad de Genética Humana de EE. UU. indican que los cananeos no fueron aniquilados y que su ADN siguió transmitiéndose de generación en generación y hoy es predominante en todos los libaneses. La Biblia identifica a Canaán con el Líbano (principalmente con la ciudad de Sidón) pero extiende la denominación «Tierra de Canaán» hacia el sur, a través de Gaza hasta el «Río de Egipto» y hacia el Este hasta el Valle del Jordán, todo lo cual coincide con la «Tierra Prometida» de los judíos.[cita requerida] Ya en la época de dominio persa, el nombre de «cananeo» pasó a designar al «fenicio de Tiro», como sinónimo de ‘negociante’ o ‘mercader’:

¿Quién decretó esto sobre Tiro [...] cuyos negociantes eran príncipes, cuyos mercaderes eran los nobles de la tierra?
Isaías 23:8

Los autores de la Torá crearon una genealogía para los pueblos cananeos: según la Biblia, los cananeos eran los descendientes de Canaán, hijo de Cam.

No haréis como hacen en la tierra de Egipto, en la cual morasteis; tampoco haréis como hacen en la tierra de Canaán, a la cual os llevó.
Levítico 18:3

Las cartas de Amarna (ca. 1480-1450 a. C.) han aportado los nombres cananeos de Yamir Dagan y Dagan Takala (gobernantes de Ascalón), lo cual da testimonio de la antigüedad del culto a Dagan entre los habitantes de Canaán, e introducida en Egipto en época de los hicsos. El culto al dios El era propio de los pueblos cananeos en el siglo XXII a. C. Luego se difundiría entre asirios y babilonios. Era la deidad principal, el rey, creador de todas las cosas, el juez que dictaba lo que debían hacer tanto los hombres como los dioses.

## En la Biblia
Según el Tanaj (Antiguo Testamento) Canaán era hijo de Cam y nieto de Noé. Canaán recibe una maldición de su abuelo cuando Cam su padre, vio a Noé ebrio y desnudo.
Luego de la salida de Egipto, las tribus hebreas iniciaron la conquista de Canaán hacia 1400 a. C. Fue un proceso lento, que duró varios decenios.  
Se mencionan, Desde la perspectiva individual, el cautiverio post-babilónico  un duelo entre el profeta Elías y los sacerdotes de Jezabel (1 Reyes, 18, 20-39). Según el relato, ambos bandos ofrecieron un reto que consistía en prender la leña donde se había sacrificado un buey, el dios que invocando lograra prender el fuego sería el verdadero. Baal (cananeo) no logró encender el sacrificio de sus seguidores, en tanto Dios envió fuego del cielo que quemó el altar de Elías hasta convertirlo en cenizas, aún a pesar de que este había sido mojado con abundante agua. Acto seguido, la audiencia siguió las instrucciones de Elías y mató a los sacerdotes de Baal, lo cual llevó a que Yahveh decidiera volver a enviar lluvia al país después de una fuerte sequía.
Estas aseveraciones, sin embargo, no son concordantes con los hallazgos arqueológicos, en los cuales no se evidencia una invasión o cambio de población brusco, pues existe concordancia en los artefactos encontrados antes y después de esa época, además de identidad genética entre los pobladores antiguos y los actuales, por lo que los estudiosos creen que la cultura israelita es una subcultura de dentro de los demás pueblos semíticos de la zona
Se ha propuesto una fecha alternativa más plausible para las conquistas en el siglo XIII a.e.c. Basado en no tomar la cronología bíblica al pie de la letra, pues algunos estudiosos han sugerido que números como el 40 podrían tener un significado simbólico y no cronológico.
El Evangelio de Mateo y el Evangelio de Marcos destacan a Simón el Cananeo, refiriéndose al apóstol Simón (también conocido como «el zelote»), uno de los doce discípulos directos de Jesucristo.

## Aspectos culturales
Canaán se destaca por su cultura escrita y su literatura. En las excavaciones se han hallado documentos, prácticamente contemporáneos, escritos en egipcio, acadio, y dialectos semitas cananeos en distintos sistemas de escritura. Estos últimos procedimientos se caracterizan por simplificar los complejos métodos extranjeros, el jeroglífico egipcio y el silábico cuneiforme que tienen uno y dos millares de signos, respectivamente, y con frecuencia diversas lecturas para un signo. La primera simplificación es el silabario de Biblos, que totaliza un centenar aproximado de signos diferentes.

## El alfabeto
Pero el gran hallazgo es el alfabeto, al que se llega por dos caminos: el cuneiforme de Ugarit, con sus consonantes y el alef con los tres sonidos vocálicos, y el alfabeto del sur o cananeo propiamente dicho, que se inicia en las inscripciones encontradas en Serabit el-Jadim y dará origen, desde sus signos originariamente egipcios, al cananeo, o triangular o lineal, del calendario de Gezer o de la inscripción de Áhiram de Biblos. De este se derivarán el alfabeto griego y el abecedario latino. La lengua cananea es un dialecto arameo, muy próximo al hebreo. En los textos ugaríticos, muy abundantes se ve que conserva algún elemento enriquecedor, perdido por el hebreo, como son los casos del nombre, y que coinciden en líneas generales con las grandes lenguas semitas, árabe y acadio.

## Arte
Las excavaciones arqueológicas han permitido conocer el arte de los cananeos. En general es muy pobre; no hay arquitectura monumental ni preocupación por embellecer los edificios con motivos ornamentales. Llama la atención la pobreza de los templos o palacios, sin capiteles en sus columnas, sin entallados en las puertas, etcétera. La escultura queda relegada, ordinariamente, a relieves y pequeñas figuras, casi siempre de dioses, y a trabajos de marfil y modelados de cerámica y terracotas. La mayor pieza hallada en Canaán entre las esculturas de piedra es el ídolo del templo de Hasor de la época del Bronce Reciente (ca. 1500 a. C.) que no llega al tamaño natural. Los idolillos y exvotos hallados en los santuarios, especialmente baales de Ugarit, y tablillas de la diosa de la fecundidad halladas en todas partes, nos hablan de un arte de origen remoto mesopotámico, pero de ejecución egipcia. Tanto los idolillos como las plaquitas son de algunos centímetros de altura. Una excepción puede ser la estela de la diosa serpiente de Tell Bayt Mirsim. Los marfiles tallados recuerdan los egipcios, aunque ya se ven influjos mesopotámicos e incluso elementos de los nómadas del desierto.

## Religión
El culto al dios El era propio de los pueblos cananeos en el siglo XXII a. C. Luego se difundiría entre asirios y babilonios.
Era la deidad principal, el rey, creador de todas las cosas, el juez que dictaba lo que debían hacer tanto los hombres como los dioses.
Dadas esas características, para algunos, El era el apelativo con que se designaba por antonomasia a Dagan (dios de los cereales).
A su vez era considerado como padre de Baal. La representación de Baal era también un toro joven (becerro). En Ugarit el templo de Dagan y el de Baal estaban juntos.
Baal (b’l, dueño o señor) era una designación general que pasó a constituir la denominación de Hadad, el dios de las lluvias, convertido en el «dueño» o «señor» por antonomasia en una sociedad agrícola que vive pendiente de las lluvias para lograr las cosechas. En las tablas de Ugarit figura también como el esposo (o hijo) de la diosa Asera (la madre de todos los dioses, la esposa celestial).
Las Cartas de Amarna (ca. 1480-1450 a. C.) han aportado los nombres cananeos de Yamir Dagan y Dagan Takala (gobernantes de Ascalón), lo cual da testimonio de la antigüedad del culto a Dagan entre los habitantes de Canaán, e introducida en Egipto en época de los hicsos.
Los antiguos hebreos habían vivido en Egipto bajo la influencia del culto al dios El (difundido por los hicsos). Esos dioses impregnaban la vida del pueblo (según el Libro de Ezequiel 20:8).
Una vez en su Tierra Prometida, los hebreos quedaron rodeados de pueblos que adoraban al mismo dios El-Il-Dagan y a su hijo Baal-Hadad-Hammon.
Los líderes hebreos justificaban sus guerras de aniquilamiento contra los pueblos vecinos como el único medio para desechar el culto pagano a «los Baales» para servir al Dios único Yahvé, que les permitiría vivir en un ámbito de justicia, verdad, rectitud y compasión, conceptos que los hebreos aplicaban a sí mismos, mientras afirmaban que los pueblos cananeos eran mercaderes acostumbrados al engaño para conseguir riquezas. Por eso afirmaban que Israel debía aniquilar a los demás pueblos vecinos.